# Leptocera segem
Leptocera segem är en tvåvingeart som beskrevs av Rohacek 1991. Leptocera segem ingår i släktet Leptocera och familjen hoppflugor. Inga underarter finns listade i Catalogue of Life.